# فرودگاه منطقه صنعتی میدامریکا
فرودگاه منطقه صنعتی میدامریکا (به انگلیسی: MidAmerica Industrial Park Airport) یک فرودگاه همگانی- ۱۶۶۲۵ است . این فرودگاه در کشور ایالات متحده آمریکا قرار دارد و در ارتفاع ۱۹۰ متری از سطح دریا واقع شده‌است.